# ألبرتو فلوريس غاليندو
ألبرتو فلوريس غاليندو (بالإسبانية: Alberto Flores Galindo)‏ هو مؤرخ بيروفي، ولد في 28 مايو 1949 في Bellavista District ‏ في بيرو، وتوفي في 26 مارس 1990 في ليما في بيرو.